# Gare de Montescourt
La gare de Montescourt est une gare ferroviaire française de la ligne de Creil à Jeumont, située sur le territoire de la commune de Montescourt-Lizerolles dans le département de l'Aisne, en région Hauts-de-France.
C'est une halte ferroviaire de la Société nationale des chemins de fer français (SNCF) desservie par des trains TER Hauts-de-France.

## Situation ferroviaire
Établie à 81 m d'altitude, la gare de Montescourt est située au point kilométrique (PK) 140,856 de la ligne de Creil à Jeumont, entre les gares ouvertes de Mennessis et de Saint-Quentin.

## Fréquentation
De 2015 à 2023, selon les estimations de la SNCF, la fréquentation annuelle de la gare s'élève aux nombres indiqués dans le tableau ci-dessous.
| Année     | 2015   | 2016   | 2017   | 2018   | 2019   | 2020   | 2021   | 2022   | 2023   |
| --------- | ------ | ------ | ------ | ------ | ------ | ------ | ------ | ------ | ------ |
| Voyageurs | 17 477 | 15 710 | 17 121 | 13 215 | 12 805 | 10 896 | 14 903 | 16 621 | 17 265 |

## Histoire

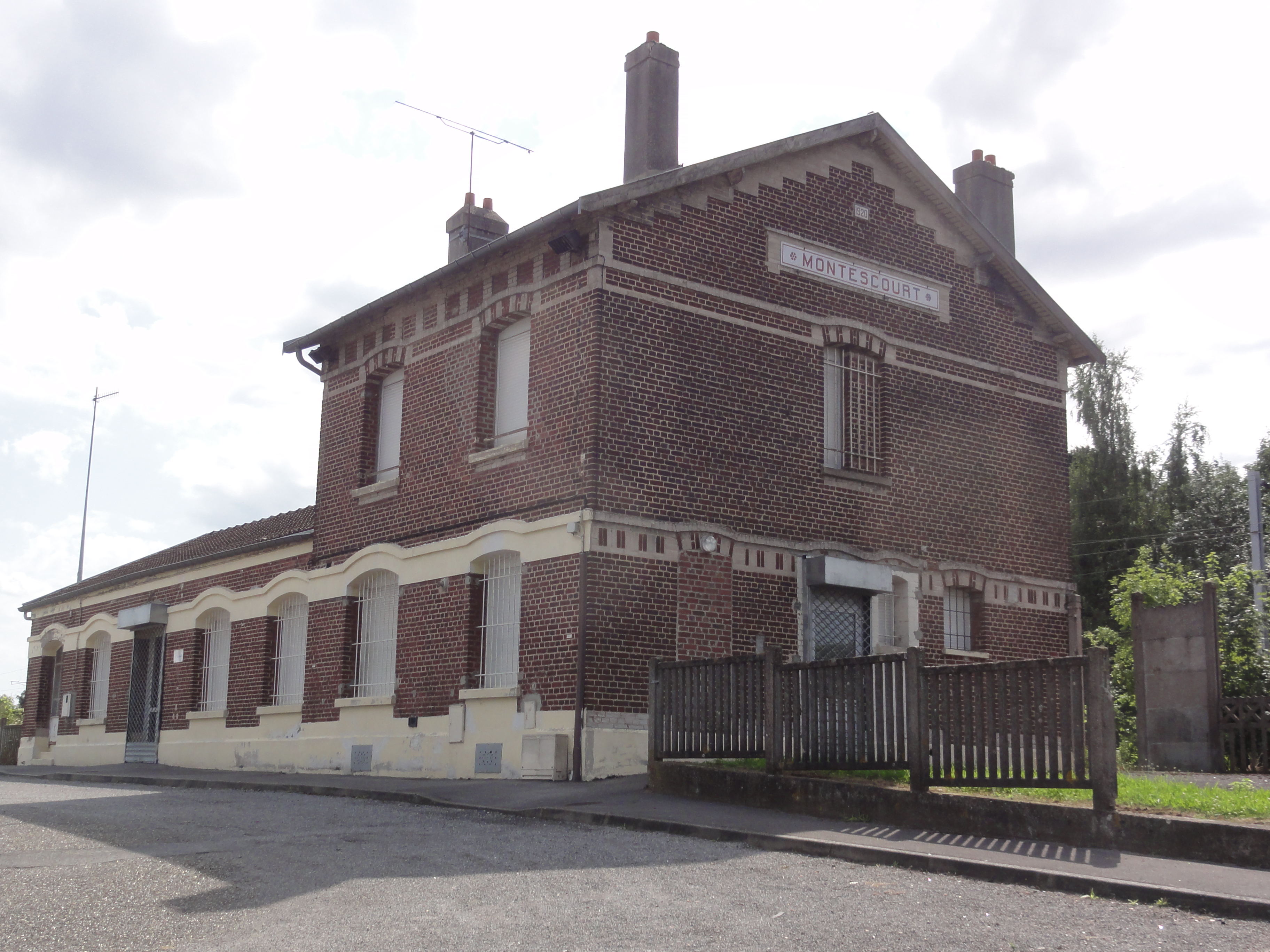
Ancien bâtiment voyageurs.
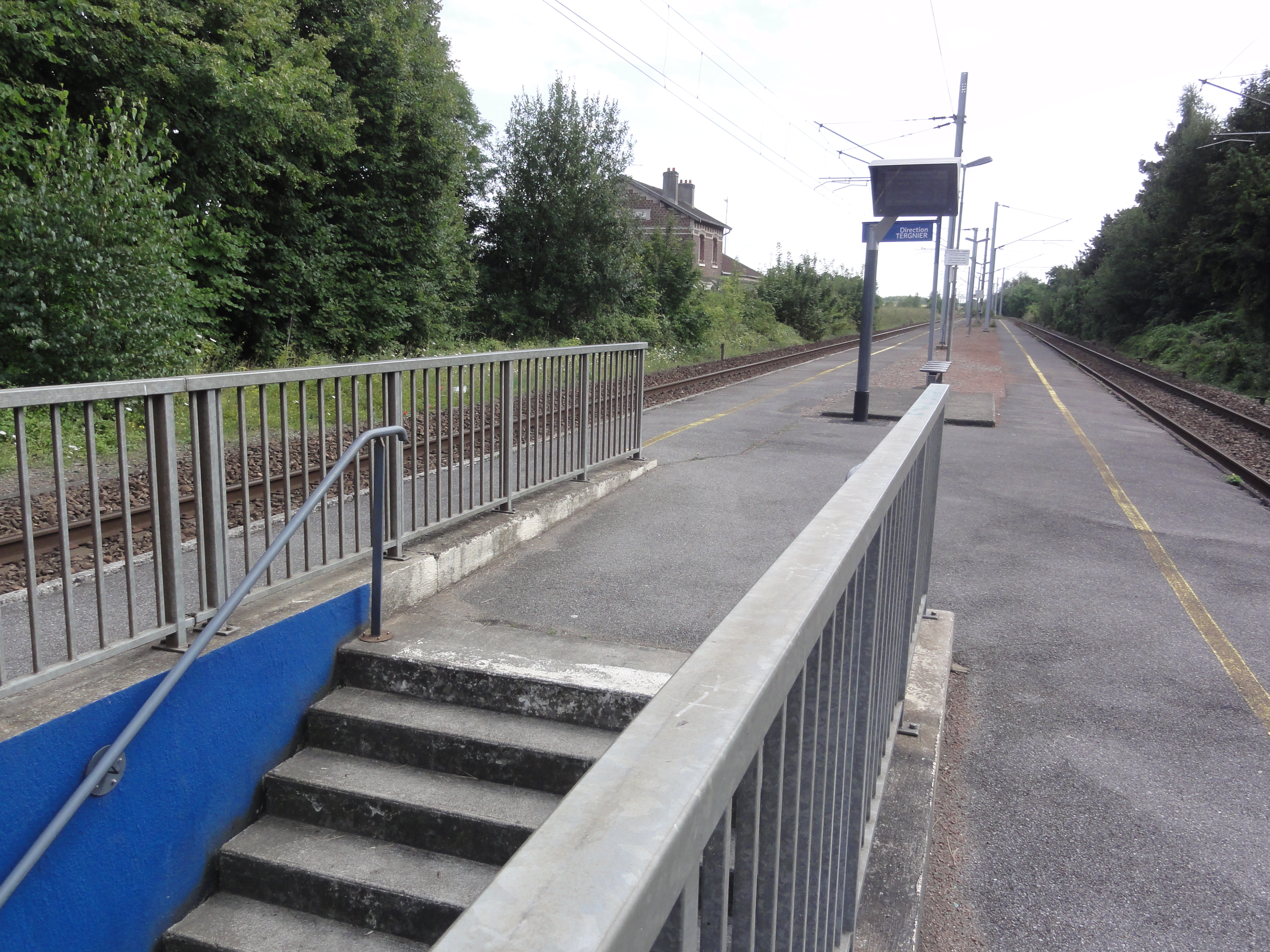
Quai de la halte.

## Service des voyageurs

### Accueil
Halte SNCF, c'est un point d'arrêt non géré (PANG) à accès libre.

### Desserte
Montescourt est desservie par des trains TER Hauts-de-France qui effectuent des missions entre les gares : de Compiègne, et de Saint-Quentin ; de Tergnier et de Busigny. En 2009, la fréquentation de la gare était de 57 voyageurs par jour.

### Intermodalité
Le stationnement des véhicules est possible à proximité.